# Branko Prla
Branko Prla, mac. Бранко Прља (ur. w 1977 w Sarajewie) – macedoński pisarz, przedstawiciel młodego pokolenia macedońskich postmodernistów.
Od 1990 roku mieszka w Skopju, stolicy Macedonii. Ukończył sztukę i wzornictwo przemysłowe na Uniwersytecie Europejskim w Skopju. Pracuje jako grafik, aktywnie zajmuje się pisaniem, jest twórcą Elektrolitu, pierwszego konkursu literackiego on-line w Macedonii oraz założycielem kolektywu twórców KAPKA.
Branko Prla jest pisarzem posiadającym specyficzny styl, pisze postmodernistyczne opowiadania, które cechuje minimalizm, wieloznaczność, bajkowość i absurd. Twórczość autora charakteryzuje umiejętność łączenia poezji z prozą, zabawa ze słowem i formą tekstu. Książki jego wydawane są w Macedonii i poza jej granicami.

## Dzieła
- Alfabet dla niefizyków (mac. Азбука за нефизичари), 2013
- Trzymać parasol bez ręki (mac. Чадор без рака да го држи), 2013
- Atom i Ewa (mac. Атом и Ева), 2012
- Dossier: Uniwers Um (mac. Досие: Универз Ум), 2012
- Opowieści zwykłe dla ludzi niezwykłych (mac. Приказни обични за луѓе необични), 2012
- Dossier: Gwiazda Nemezis (mac. Досие: Ѕвезда Немезис), 2011
- Wiadomości z nieświadomości (mac. Вест од несвест), 2010
- Dossier: Planeta X (mac. Досие: Планета Икс), 2009
- Wiadomości z piwnicy mojej babci (mac. Вести од подрумот на баба ми), 2007
- Pieniądze to śmierć (mac. Парите се отепувачка), 2006
- Wiadomości w krainie czarów (mac. Вести во земјата на чудата), 2005
- Dla każdego coś, dla kogoś nic (mac. За секого по нешто, за некого ништо), 2003